# Domus Flavia

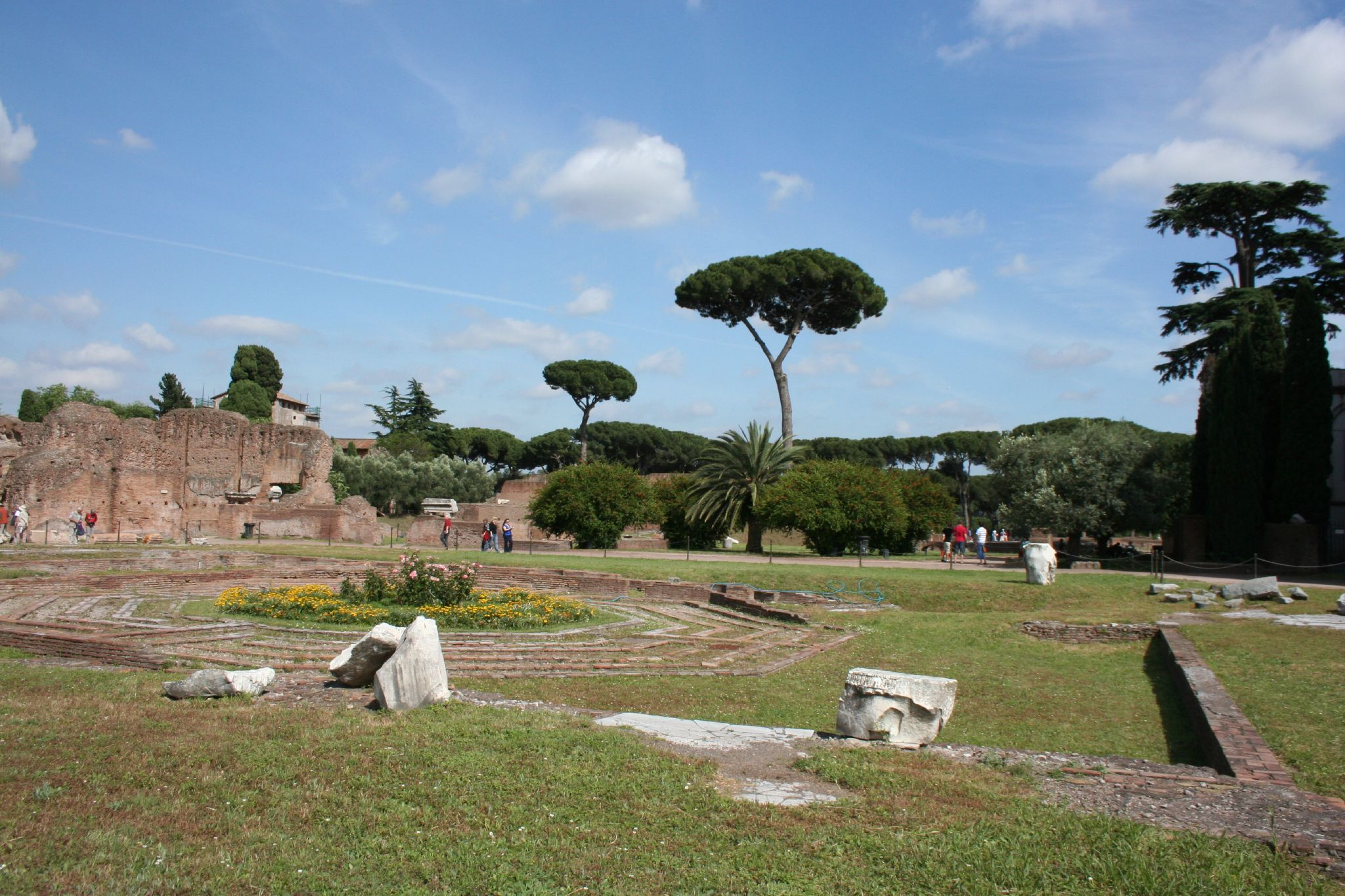
De achthoekige fontein van de Domus Flavia

De Domus Flavia was een keizerlijk paleis in Rome, tussen 80 en 92 n.Chr. gebouwd op een kunstmatig terras op de Palatijn. Het werd waarschijnlijk door de architect Rabirius ontworpen in opdracht van keizer Titus Flavius Domitianus, 3de keizer uit de Flavische Dynastie.
De Domus Flavia is slechts een van het uit drie delen bestaande paleis. De andere delen zijn de Domus Augustana en het hippodroom. Het paleis is gebouwd op de funderingen van de gebouwen van Nero die onder keizer Titus (79-81 n.Chr.) door brand waren verwoest. Dit is nog aan resten van het paleis te zien. De Domus Flavia was het officiële gedeelte of de ontvangstplaats voor gasten.
Het paleis was 160 bij 200 meter groot en bestond uit meerdere gebouwen. De hoofdingang lag vermoedelijk aan de noordoostelijke zijde. Hier stond een grote ontvangsthal, die tegenwoordig Aula Regia wordt genoemd. Dit gebouw was zeker 30 meter breed en 30 meter hoog. Aan weerszijden van deze hal stonden 2 kleinere gebouwen, de zogenaamde Basilica en het Lararium. Ook deze namen zijn in de moderne tijd bedacht. De Basilica aan de westelijke zijde werd door rijen zuilen in drie beuken verdeeld en was voorzien van een halfronde apsis. Mogelijk was dit het auditorium, waar de adviseurs van de keizer bijeenkwamen. Het Lararium lag ten westen van de Aula Regia. Van dit gebouw resteert vrijwel niets en het uiterlijk is moeilijk te reconstrueren. Men vermoedt dat aan deze zijde de hoofdingang van het paleis lag en het Lararium was dan mogelijk het gebouw waar de pretoriaanse garde was gehuisvest, die verantwoordelijk was voor de bewaking van de keizer. Voor deze drie gebouwen lag een groot peristylium (een tuin met zuilengang), waar in het midden een monumentale achthoekige fontein in de vorm van een labyrint stond. De fundamenten van de fontein zijn in gerestaureerde vorm nog zichtbaar. Ten zuiden van het peristylium stond een grote hal, waarvan nog enige restanten bewaard zijn gebleven. De vloer was voorzien van een hypocaustum en kon dus verwarmd worden. Dit was waarschijnlijk de Cenatio Iovis, de eetzaal van de keizer. Aan weerszijden van deze hal lagen twee symmetrische gebouwen, waarvan de fundamenten van de westelijke van de twee nog herkenbaar zijn. Hier stond een grote ovale fontein.